# Örkelljunga
Örkelljunga är en tätort som är centralort i Örkelljunga kommun i Skåne län, belägen vid motorvägen E4.
Örkelljunga är kyrkbyn i Örkelljunga socken och här ligger Örkelljunga kyrka. En del av tätorten ligger dock i Rya socken.

## Historia
Örkelljunga (Danska:Ørkellyng) är en modernisering av Øthknælyung från 1307. Efterleden innehåller ljung, 'ljunghed'. Förleden innehåller öthkn, 'ödemark'.
I september 1307 träffades hertigarna Erik och Valdemar å ena sidan och Sveriges kung Birger Magnusson och Danmarks kung Erik Menved å andra på Lyckstaborg i Örkelljunga. Man ingick därvid ett fördrag om stillestånd till Mickelsmäss 1308.
Örkelljunga by bestod av ett mantal kronojord och prästgården. Här fanns 1624 två bönder samt präst, 1651 fyra brukare.
Motorcyklar av märkena Eiber och Suecia tillverkades här 1928-1939.
Skåne-Smålands järnväg öppnade år 1894 den 15 januari och stängdes under 70 till 80-talet. En bit räls och vattenpumpen finns kvar, men stationen revsår 1980
Örkelljunga ingick efter kommunreformen 1862 i Örkelljunga landskommun. I denna inrättades för orten 4 augusti 1911 Örkelljunga municipalsamhälle som upplöstes 31 december 1952. Orten ingår sedan 1971 i Örkelljunga kommun som centralort.

### Befolkningsutveckling
| Befolkningsutvecklingen i Örkelljunga 1960–2020 | Befolkningsutvecklingen i Örkelljunga 1960–2020 | Befolkningsutvecklingen i Örkelljunga 1960–2020 | Befolkningsutvecklingen i Örkelljunga 1960–2020 | Befolkningsutvecklingen i Örkelljunga 1960–2020 |
| ----------------------------------------------- | ----------------------------------------------- | ----------------------------------------------- | ----------------------------------------------- | ----------------------------------------------- |
|                                                 |                                                 |                                                 |                                                 |                                                 |
| År                                              |                                                 |                                                 | Folkmängd                                       | Areal (ha)                                      |
| 1960                                            | 1960                                            |                                                 | 3 001                                           |                                                 |
| 1965                                            | 1965                                            |                                                 | 3 232                                           |                                                 |
| 1970                                            | 1970                                            |                                                 | 3 778                                           |                                                 |
| 1975                                            | 1975                                            |                                                 | 4 075                                           |                                                 |
| 1980                                            | 1980                                            |                                                 | 4 443                                           |                                                 |
| 1990                                            | 1990                                            |                                                 | 4 526                                           | 494                                             |
| 1995                                            | 1995                                            |                                                 | 4 531                                           | 512                                             |
| 2000                                            | 2000                                            |                                                 | 4 416                                           | 514                                             |
| 2005                                            | 2005                                            |                                                 | 4 574                                           | 517                                             |
| 2010                                            | 2010                                            |                                                 | 4 818                                           | 564                                             |
| 2015                                            | 2015                                            |                                                 | 5 193                                           | 821                                             |
| 2020                                            | 2020                                            |                                                 | 5 534                                           | 868                                             |
|                                                 |                                                 |                                                 |                                                 |                                                 |

## Näringsliv

### Bankväsende
Sparbanken i Örkelljunga grundades 1874. Den uppgick 1972 i Nordvästra Skånes sparbank som senare blev en del av Sparbanken Gripen.
År 1906 etablerade Engelholms landtmannabank ett kontor i Örkelljunga. Denna bank övertogs 1913 av Skånska handelsbanken som senare blev en del av Skandinaviska banken.
SEB lade ner sitt kontor den 31 januari 2007. Därefter fanns Sparbanken Gripen (senare Swedbank) kvar på orten.

## Idrott
Örkelljunga Scoutkår bildades 1935. Den startade volleybollverksamhet 1972 och avancerade till näst högsta serien. 1982 lades sektionen ned och Örkelljunga VK bildades, som hittills vunnit fyra SM-guld.